# Leiotheca thomsonii
Leiotheca thomsonii là một loài Rêu trong họ Orthotrichaceae. Loài này được (Mitt.) Hampe mô tả khoa học đầu tiên năm 1867.